# Molands kommun
Molands kommun (norska: Moland kommune) var en kommun i Aust-Agder fylke i södra Norge. Kommunen omfattade den norra delen av nuvarande Arendals kommun samt en mindre del av nuvarande Tvedestrands kommun. Orten Eydehavn utgjorde kommunens centralort.

## Administrativ historik
Molands kommun upprättades den 1 januari 1962 genom en sammanslagning av de tidigare kommunerna Austre Moland, Flosta och  Stokken  samt en del av Tvedestrands kommun (Strengereid krets). Kommunen hade 5 970 invånare vid upprättandet.
Den 1 januari 1964 överfördes ett mindre bebott område (Holtegården med fem invånare) från Molands kommun till Tvedestrands kommun.
Den 1 januari 1992 gick kommunen upp i Arendals kommun. Kommunens hade då 8 148 invånare.

## Kommunvapen
Blasonering: I blått en sølv dobbeltsparre.
(I blått fält två sammankopplade sparrar av silver.)
Kommunvapnet godkändes genom kunglig resolution den 7 januari 1983. Den blå färgen står för havet och de tre spetsarna anspelar på att Moland bestod av tre ursprungliga kommuner. Dessutom kan de sammankopplade sparrarna uppfattas som bokstaven M.